# مانینگتری
latitudeمانینگتریlongitudeمانینگتری
مانینگتری (به انگلیسی: Manningtree) یک شهرک در بریتانیا است که در اسکس واقع شده‌است.

## خصوصیات
مانینگتری ۹۰۰ نفر جمعیت دارد.

## خواهرخوانده
شهر فرانکنبرگ (ادر) خواهرخواندهٔ مانینگتری هست.